# Département d'Ouadane

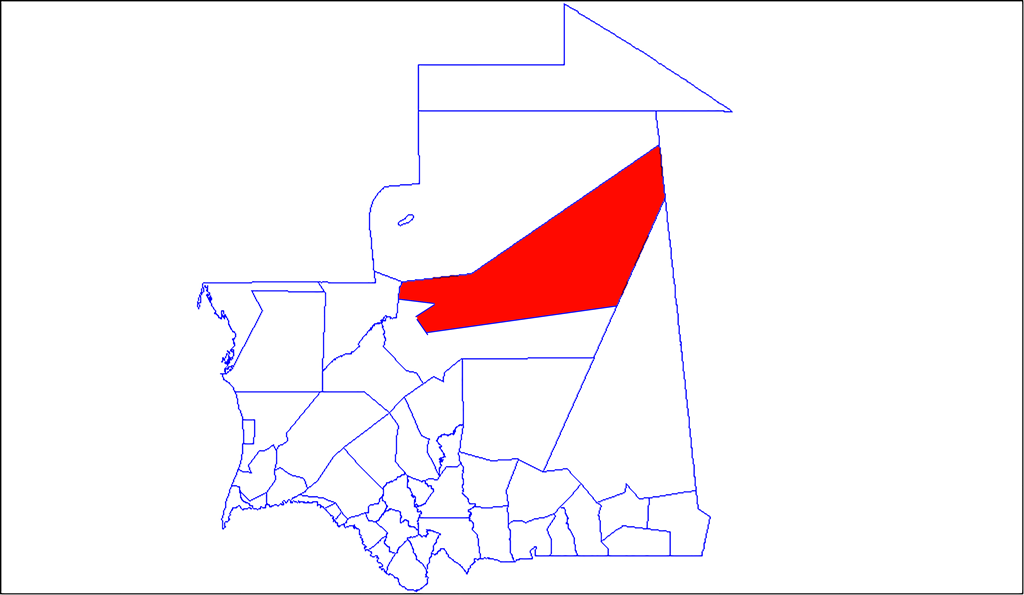
Le département d'Ouadane

Le département d'Ouadane est l'un des quatre départements (appelés officiellement moughataas) de la région de l'Adrar en Mauritanie. 

## Liste des communes du département
Le département d'Ouadane est constitué d'une seule commune Ouadane. 
En 2000, l'ensemble de la population du département d'Ouadane regroupe un total de 3 695 habitants (1 910 hommes et 1 785 femmes). 